# Phil Cooke
Phil Cooke (Charlotte - 31 de agosto de 1954) é um escritor americano, produtor de televisão e consultor de mídia com sede em Burbank, Califórnia, bem como crítico e comentarista da cultura cristã americana contemporânea e influenciada pelos americanos . Ele é um cristão evangélico e, como escreveu Scott McClellan da revista Collide : "Às vezes, Cooke pode parecer o maior crítico da mídia cristã, mas, como ele é rápido em apontar, ele critica porque ama."

## Vida pregressa
Nasceu em 31 de agosto de 1954, em Charlotte, NC. Seu pai, Bill Cooke, é um pregador originário de Kannapolis, NC . Sua mãe, Thelma Blackwelder Cooke, era dona de casa.
Phil atribui sua carreira a um filme que fez no colégio, que representou para seus colegas na Oral Roberts University. Quando a resposta foi positiva, ele deixou sua especialização em música para trás e se formou em Cinema e Televisão em 1976. Mais tarde, ele obteve um mestrado em Jornalismo pela Universidade de Oklahoma e um doutorado por ensino à distância no Trinity College and Seminary em Indiana.
Com sua esposa Kathleen, fundou o Cooke Media Group em 1991. Cooke foi co-fundador da TWC Films, que produziu dois comerciais do Super Bowl de 2008.

## Carreira
Conhecido nos círculos cristãos como um defensor da marca da fé, incentivando organizações e líderes cristãos a mudar a forma como as igrejas comunicam sua mensagem em um mundo centrado na mídia. Uma das principais críticas de Cooke à " cultura cristã " americana contemporânea é sua falta de criatividade. Ele é firmemente contra o que descreve como a "bolha" em que se encontra a subcultura cristã, pois está focada em desenvolver sua própria música, livros e filmes que não envolvem a cultura em geral.

### Cooke Media Group
Cooke Media Group é a produtora de mídia fundada por Phil e Kathleen Cooke em 1991. Localizado em Burbank, Califórnia, o Cooke Media Group fornece serviços de produção de filmes, comunicações e marketing para organizações cristãs.

### Escrita
Escreveu dois livros sobre a mídia cristã: Branding Faith: Why Some Churches and Non-Profits Impact Culture and Other Don't, e The Last TV Evangelist: Why the Next Generation Couldn't Care Less About Religious Media and Why It Matters . Em The Last TV Evangelist, Cooke argumentou que os escândalos e uma mudança no consumo de mídia significaram o fim do que é conhecido como mídia cristã "tradicional", escreveu vários livros sobre fé, busca de propósito, mídia religiosa e branding.